# Synegiodes hyriaria
Synegiodes hyriaria är en fjärilsart som beskrevs av Walker 1866. Synegiodes hyriaria ingår i släktet Synegiodes och familjen mätare. Inga underarter finns listade i Catalogue of Life.